# Heteropora alaskensis
Heteropora alaskensis är en mossdjursart som beskrevs av John Borg 1933. Heteropora alaskensis ingår i släktet Heteropora och familjen Heteroporidae. Inga underarter finns listade i Catalogue of Life.